# Bury (Belgique)
Pour les articles homonymes, voir Bury.
Bury (en picard Buri et signifie « maison ») est une section de la ville belge de Péruwelz, située en Région wallonne dans la province de Hainaut. C'était une commune à part entière avant la fusion des communes de 1977.

## Évolution démographique
- Sources : INS, Rem. : 1831 jusqu'en 1970 = recensements, 1976 = nombre d'habitants au 31 décembre.

## Historique
Bury est établi sur l'ancien diverticule romain Blicquy-Tournai. On y a même découvert de la céramiques sigillées (1re moitié du Ier siècle de notre ère) provenant de diverses sépultures.Les premiers écrits mentionnant le village de Buria, remontent à 1147. La chapelle est signalée en 1186 comme faisant partie du doyenné de Saint-Brice à Tournai et la seigneurie dépendant de Leuze. Au Moyen Âge, le village est traversé par l'axe « Gand-Valenciennes » ce qui lui permet d'accueillir quelques fabricants de bas à domicile. En 1767, une manufacture de bas occupe même quelque 80 personnes.Cette terre appartenait aux Visart de Bocarmé (château de Bitremont). En septembre 1753, l'un des membres de cette famille obtient de Marie-Thérèse d'Autriche des lettres de noblesse érigeant ses terres en comté.Au début du XIXe siècle, on compte quatre briqueteries, des sablières, deux moulins et une fabrique de pipes. Dans l'entre-deux-guerres, les briquetiers sont au nombre de cinq. La situation économique défavorable d'après la dernière guerre contraint la population a se rendre dans les usines de Péruwelz et Leuze pour travailler.
Le village est également tristement célèbre pour avoir été le théâtre du premier crime à la nicotine au monde. Il s'agit de l'assassinat par Hippolyte Visart de Bocarmé, au château de Bitremont qui lui appartenait et où il demeurait, de son beau-frère Gustave Fougnies, par de la nicotine à l'état pur, un poison extrêmement violent, que l'assassin avait lui-même extrait de feuilles de tabac par une série d'opérations de distillation.